# 水攻
水攻是冷兵器時代以地理位置發想的破敵策略，是與火相反的戰術，即人為引水淹敵，或引水破城的戰術，又被稱為水計。

## 歷史例子
- 秦滅魏之戰便是以水淹大梁使其投降
- 楚汉战争時期的濰水之戰
- 三國時期的下邳之戰中曹操率軍破呂布的下邳亦是決水圍城。
- 三國時期的樊城之戰中關羽進軍漢水，以引水破敵之策，水淹七軍降于禁擒龐德
- 隋末唐初的洺水之戰
- 中華民國抗日戰爭時國民政府下達焦土政策後，決定實施花園口決堤企圖以黃河流域的洪水，造成日軍輜重人員的損傷和阻止日軍繼續沿著黃河西進